# Dolors Prats i Respall
Dolors Prats i Respall –o Prats de Presas– (El Pla del Penedès, 28 de novembre de 1861- Barcelona, 8 de febrer de 1934) fou una mestra i pintora penedesenca.

## Biografia
Era filla de mestres, Ferran Prats Batella, de Porrera, i Rosa Respall Cardús, d’Igualada, i tenia dos germans. Ella mateixa estudià la carrera de Magisteri i s'hi dedicà professionalment.
Es casà amb Julio Presas Novelle, de qui enviudaria al 1931, i tingué una filla, Matilde Presas Prats.

## Activitat professional
L’any 1882 es traslladà a viure, juntament amb la seva família, a Vilafranca del Penedès. Entre els anys 1891 i 1892 anà a viure a Barcelona, on treballà de mestra i fou codirectora del Col·legi Isabel la Catòlica. Des de 1899 també exercí com a docent de francès a l'Escola Normal de Mestres de Barcelona i des de l’any 1905 també impartí classes com a professora de dibuix en una acadèmia del carrer de València, a Barcelona. Poc després deixà la seva activitat professional com a mestra i es dedicà plenament a la pintura.

## Obra artística
La seva obra pictòrica inclou sobretot paisatges, marines i natures mortes, i les tècniques que hi fa servir són les de la pintura a l’oli i l'aquarel·la i, ocasionalment, la sanguina.
Participà en diverses exposicions col·lectives i una d’individual. La primera mostra fou al 1907, en la I'Exposició de Belles Arts d’Artistes Independents, celebrada al Círcol de Propietaris de Gràcia a Barcelona, amb Creu de terme, apunte i Estudio de primavera, i amb l’aquarel·la Cabeza de estudio. Al 1911 participà en la VI Exposició Internacional d’Art de Barcelona amb l’obra a l’oli El hall de Casa Rosas. Al març de 1914 exposà individualment una cinquantena d’obres als Salons Reig del Passeig de Gràcia i amb aquest motiu la revista Feminal li dedicà un article a dues pàgines. Més endavant participà en la I i III Exposició d’Art del Penedès, els anys 1926 i 1929, i a finals de l’any 1930, en l’exposició Barcelona vista pels seus artistes, organitzada pel Reial Cercle Artístic de Barcelona i celebrada al Palau de les Arts Decoratives, on aportà la seva obra més coneguda: Xalet Llorach, carrer de Muntaner.
La seva implicació en el món de l’art i la pintura va fer que contribuís activament, com a membre de la Junta, en l’organització de l’homenatge a Pepita Teixidor que havia de tenir lloc l’any 1917.